# Apaseo el Alto
Apaseo el Alto es una localidad del estado mexicano de Guanajuato. Es la cabecera del municipio de Apaseo el Alto. Reconocida por su actividad cultural principal, la talla en madera, y sus eventos relacionados que atraen a cientos de turistas cada año; también tiene el título como la principal productora de granada a nivel nacional.

## Localización
Está ubicado en los 100°37′12″ de longitud oeste del meridiano de Greenwich y en los 20°27′25″ de latitud norte. La altitud promedio de la localidad es de 1.853 m.

## Historia

### Antecedentes
El pueblo de Rahatzi "Pasar del Otro Lado" no aparece en los códices prehispánicos divulgados hasta la fecha. Apaseo el Alto es mencionado por primera vez el 27 de noviembre de 1538, cuando el influyente español Hernán Pérez de Bocanegra recibió en merced tres molinos en lo que dijeron, llamaban Apaseo el Alto; ese mismo año había recibido del virrey Antonio de Mendoza la encomienda de la zona de Acámbaro y los Apaseos.
En la relación geográfica de Celaya de 1580, se plasma la figura de una unidad productiva llamada Labor de Apaseo el Alto o Apaseo Arriba y como parte de las propiedades de la familia Pérez de Bocanegra y con una dependencia civil y eclesiástica del pueblo de Apaseo y después de la jurisdicción de Celaya.
Una vez otorgado el fundo legal en 1802, se trazaron las calles a cinta y cordel, cuál era la costumbre para esas fundaciones; la superficie de las seiscientas varas por rumbo pronto se fraccionaron para los naturales, y los poseedores de pequeños solares comenzaron a hacer sus humildes moradas.
Con el nombre de  Apaseo el Alto, fue incorporado para efectos administrativos el entonces distrito de Celaya. En el siglo XIX se incorpora territorialmente a la entonces villa de Apaseo  y es hasta el 18 de diciembre de 1947 por decreto de la Legislatura local, es concedida la categoría de municipio, con el nombre de Apaseo el Alto.

#### Época: 600-900 Época Prehispánica
Los pueblos se establecían generalmente a la ribera o inmediaciones de ríos, lagos, manantiales o arroyos, aprovechando la humedad provocada por estos, para el cultivo de maíz, chile, jitomate o calabaza, que representaban su alimentación básica. La vida sedentaria de nuestra región se inició en el sureste de Guanajuato, en las lomas de los Valles Abajeños, aledaños a los ríos Lerma y Coroneo.
La población vivía de la economía agrícola, combinada con la pesca, caza y recolección, cuyos hombres recorrían vastos territorios en busca de alimentos y no estaban sujetos a pueblos permanentes. Los pobladores usaban sandalias, cintas y bragueros, se adornaban con brazaletes, collares y orejeras elaboradas con barro, piedras o conchas. Los hombres se pintaban el pelo de blanco y las mujeres de rojo; el cuerpo y la cara de blanco o negro.
Los pueblos sedentarios adquirieron un importante auge económico, lo que les permitió pasar del periodo agrícola al teocrático a través de un cambio político y social.
Durante el periodo de las comunidades agrícolas, el área central estaba localizada al sur del actual Estado de Guanajuato, al norte de Michoacán y del Estado de México. Después Guanajuato cambió su posición estratégica central, para ocupar un sitio fronterizo marginal.
En lo cultural dependían de Teotihuacán, sitio donde se recibían las órdenes de caciques y sacerdotes.
Para defender sus pueblos, terrenos, caminos y fronteras, establecieron puestos guerreros. El material preferido para la elaboración de sus armas fue la obsidiana.
Durante la decadencia del mundo teocrático (hacia el año 900), los pobladores de Guanajuato se liberaron del dominio teotihuacano para caer bajo el poder de los toltecas de Tula. Al derribarse el poderío Tolteca grupos numerosos de indígenas nómadas llegaron del Norte hasta las tierras del Bajío; a estos grupos de guerreros nómadas se les conoció como "AZTECAZ".
Los Chichimecas se ocupaban de robar, saquear y matar en el territorio comprendido entre México y Zacatecas. Establecían sus moradas junto a sierras, en lugares ásperos y fragosos, que era donde se sentían más seguros. Las armas utilizadas por estos eran arcos y flechas, para lo cual eran extremadamente diestros. El principal motivo de estos asaltos era el de obtener ropa, ya que las tierras que habitaban eran muy frías. No mataban ningún a mujer, en lugar de esto, las tomaban cautivas poniéndolas a su servicio.
Los Chichimecas gustaban de comer carne, principalmente ganado vacuno y, a falta de este, comían caballo y mulas.
En cuestiones de guerra, sacaban ventaja a los españoles por el hecho de que para pelear no necesitaban llevar consigo vituallas ni muchos aparatos de guerra, solamente arco y flecha. Donde quiera que llegaban hallaban de comer: raíces, yerbas, tunas y lechuguillas (estas son maguey silvestre y mezquite).

#### Época: 1530-1564 fundo
El reparto de territorio tuvo su origen en la conquista misma. Los territorios cedidos por Hernán Cortes a sus soldados fueron recompensa por los trabajos realizados durante la conquista y siempre estuvieron acompañados de indios para que trabajaran sus tierras. A su vez, la Corona Española pretendió evitar que la Nueva España desarrollara un modelo aristocrático rural similar al de España, intento frenar las desmedidas aspiraciones de los conquistadores tratando de implementar el régimen de la pequeña propiedad.
Entre los factores más importantes que impulsaron la fundación de nuevos pueblos fue la minería. En busca de riquezas minerales, se desplazaron grandes contingentes humanos hacia zonas alejadas y despobladas, por lo que fue necesario construir un gran número de caminos para su abastecimiento, así como para dar salida de los metales hacia España. Uno de esos caminos denominados "Calle Real" o "Camino de las Partidas" cruzaba por Apaseo el Alto (actualmente la calle Juárez).
A partir de 1530, ante el crecimiento demográfico de la población indígena, la Corona Española trato de concentrar a los indios del campo en pueblos, con la finalidad de ejercer mayor control, así como facilitar su explotación y evangelización. Las mayores concentraciones se llevaron a cabo durante los años 1550 a 1564 y 1595 a 1605, cuando murieron miles de indios a causa de grandes epidemias.
Para asegurar las posibilidades de subsistencia de las comunidades y protegerlas en contra de la expansión territorial de agricultores y ganaderos, se les concedió en 1567 el derecho legal sobre las tierras, aguas, montes y demás recursos naturales que estaban incluidos en un área de 500 varas (0.836 m) a partir del centro del pueblo, hacia los cuatro puntos cardinales. A ese espacio vital se le llamó "fundo legal".
Posteriormente mediante ordenanzas de 1787 y 1795 se concedieron 100 varas más, es decir se amplió el fundo legal a 600 varas (501.6 m por rumbo). Quedó ordenado también que la mensura del mismo se hiciese de la siguiente manera: Una vez tomado un punto como el centro, deberían medirse 600 varas hacia los cuatro puntos cardinales y unirse al término de estas con otras 600 varas de tal forma que resultara un cuadrado.
Las tierras otorgadas a los pueblos se distribuyeron de la siguiente manera: una parte se destinaba a lo que era el pueblo; para casas, huertos y solares; otra se reservaba para ejidos o áreas agrícolas y ganaderas de explotación común; una tercera parte para baldíos (montes, bosques, zacatales y otras zonas donde se criaban animales, frutas y plantas silvestres) que también eran de beneficio común y una última, la más importante, se dividía en parcelas individuales para cada una de las cabezas de familia del pueblo. Sobre estas tierras explotadas familiarmente solo se tenía derecho de uso, no de propiedad plena.
El fundo legal debe entenderse como la mínima extensión que debía tener cada pueblo. También debe considerarse como el casco del pueblo, en el cual no estaban comprendidos los terrenos de labor designados para la subsistencia de los habitantes, ni los que poseían estos antes de ser reducidos a pueblos.

#### Época: 1538-1580 Mercedes Reales
Al concluir la conquista los españoles tuvieron que solucionar el suministro de víveres para la población blanca. Basándose en la institución del tributo, los españoles dejaron durante los primeros años el abasto casi exclusivamente en manos de los indios. En algunos casos las comunidades tributaban directamente a la Corona y se les conocía como "Bienes Realengos", en otros el derecho de cobrar fue cedido a particulares mediante la institución de encomiendas. En el municipio de Apaseo el Alto aún se conserva el nombre de uno de ellos "La Soledad del Realengo".
También se otorgaban mercedes para establecer unidades productivas específicas como por ejemplo, los molinos; así fue como le otorgaron a Hernán Pérez de Bocanegra las mercedes para establecer tres molinos de trigo en Apaseo el Alto el 27 de noviembre de 1538 por ordenamiento de Antonio Mendoza.
El procedimiento para obtener una merced era el siguiente: el interesado formulaba una solicitud dirigida al virrey, especificando cuales eran las tierras o aguas que deseaba. De no existir ningún inconveniente relacionado con la persona, el virrey emitía una orden al alcalde de la zona donde se ubicaban las tierras o aguas solicitadas para que se realizara una investigación. Se citaba a un determinado número de testigos, tanto indios como españoles y si no existía ningún impedimento para conceder la merced, el funcionario elaboraba un mapa detallado de la zona incluyendo ubicación de las tierras solicitadas, poblaciones circunvecinas y principales accidentes geográficos (ríos, montañas, caminos, etc.). El mapa se remitía junto con la aprobación del funcionario a la capital, para el virrey pudiera conceder la merced en nombre del Rey.
Casi todos los grande encomenderos aspiraban primero a obtener títulos de propiedad de sus tierras bien o mal habidas y luego a vincular sus propiedades a un nombre, a una casa, y si era posible a uno de los títulos nobiliarios. Así el Mayorazgo significaba el derecho español de progenitura, tanto del nombre como de la propiedad que se poseía.
El Mayorazgo al que pertenecían las tierras de Apaseo el Alto fue fundado por Don Hernán Pérez de Córdoba y Bocanegra el 14 de octubre de 1564.
Hernán Pérez de Córdoba y Bocanegra murió en la Ciudad de México en 1567, pero no cesaría con su muerte la firmeza de sus dominios, los que recayeron en Nuño de Chávez, nuevo encomendero de Acámbaro y los Apaseos.
Por otra parte el número de españoles iba en aumento y las necesidades alimenticias crecían día a día, por esta razón, las autoridades novohispanas determinaron la formación de unidades productivas españolas, surgiendo así las primeras estancias de ganado y las labores; en 1580 nuestro pueblo se llamaba "Labor de Apaseo el Alto".

#### Época: 1546-1551 Camino Real
Con la llegada en 1535 del primer virrey de la Nueva España, Antonio de Mendoza, se consolidó el sistema político novohispano. Durante el siglo XVI, las acciones de los virreyes dieron solidez a las fundaciones realizadas antes de 1535 y buscaron la expansión hacia el norte del territorio.
A los 3 años de la llegada del virrey, tuvo lugar la insurrección de los indios caxcanes, cerca de la actual Guadalajara; la amenaza fue tal que el virrey tomó el mando de la defensa y entre 1541 - 1542 en la batalla de Mixton, los españoles tuvieron su primera victoria contra los chichimecas. El repliegue de esta tribu dejó abierto temporalmente el camino que condujo en 1546 desde Guadalajara a la zona minera de Zacatecas.
El descubrimiento de las minas de Guanajuato hizo aún más urgente la necesidad de construir caminos que conectaran las zonas mineras con las ricas zonas agrícolas de Mechoacán, sur de Guanajuato y Querétaro, por donde pudieran transitar los crecientes abastos de ganados de estas tierras. El camino que llevaba de México hasta Zacatecas fue llamado oficialmente "Camino Real de Tierra Adentro" y comúnmente camino México - Zacatecas.
Este camino fue el que al paso por los pueblos, villas y ciudades tomó el nombre de calle Real. En Apaseo el Alto, el paso de este camino fue factor determinante para que el poblado tomara la dirección que actualmente tiene; el caserío se fue ubicando paralelamente a la calle Real (ahora Juárez - Aldama). Esta calle estaba constituida en su mayoría de fincas, mesones, postas y albergues que utilizaban las caravanas para descanso y abastecimiento de víveres.
En 1551, el camino México - Zacatecas era ya muy transitado, convirtiéndose en el punto focal de la atención de los virreyes cuando la explotación de las minas del norte fue puesta en peligro por los ataques de los chichimecas. En esta época fue cuando se consolidaron la gran mayoría de pueblos del bajío.

#### Época: 1735-1749 Epidemia
Dentro de los factores que influyeron en la disminución de la población india de la Nueva España, y el consecuente abandono de las parcelas por parte de los naturales, fue sin duda la gran incidencia de pestes que atacaron pueblos indígenas principalmente.
Abundan los testimonios sobre la epidemia Matlazahuatl entre 1736 y 1749. El pueblo de Apaseo el Alto, fue víctima (como muchas otras) de los patológicos efectos de la epidemia.
La epidemia Matlazahuatl o tifo exantemático, azoto al pueblo en 1735, repitiéndose nuevamente en 1737. Los registros de defunción de pobladores de Apaseo el Alto entre mayo de 1735 y octubre de 1739 arrojaron un total de 97 defunciones entre niños y adultos fallecidos por esta causa.
Los testimonios de la época presentan resultados trágicos de la situación de los naturales: en muchos lugares la población se había reducido a menos de la mitad; otros poblados desaparecieron por completo y en algunos solo quedaban ancianos o familias enfermas que no podían cultivar la tierra.
Como es de imaginarse, los estragos producidos por la letal epidemia, eran devastadores, lo que también permitía que los pueblos sin cédula de fundación, fundo legal o vasta riqueza natural fueran presa fácil de los conquistadores españoles.

#### Época: 1802 Fundación del Pueblo
En 1785 se presentó una de las sequías más severas de que se tenga noticia; todo era tensión y zozobra, algunos indígenas desesperados por no poder conseguir maíz ni comprado, quemaron las trojes y graneros de algunas haciendas. Los indios que ya habían agotado sus escasas reservas alimenticias y económicas, comenzaron a vender sus bueyes, sus arados, su tierra hasta quedar en la miseria y por si fuera poco también comenzaron a morir y escasear los animales. Los campos, los caminos y las ciudades fueron invadidos por miles de hombres hambrientos.
Los delincuentes comenzaron a proliferar y organizarse en cuadrillas de temibles bandoleros que asaltaban los caminos, las haciendas, los pueblos y las minas; ni las luces del día impedían los asaltos; ni los sagrados templos se escapaban de las fechorías. Muchos pueblos quedaron abandonados cuando no tuvieron de que mantenerse o no había hombres que llevaran el sustento a la familia. Familias enteras vivían de frutas y raíces silvestres habían retrocedido muchos años, pero ahora no eran dueños de la tierra.
La actitud asumida por Basilio Juan y el resto de la Cuadrilla Grande no fue la de abandonar el lugar que en ese momento habitaban (las inmediaciones de la Presita), pues por el contrario, en 1783 reclamaron las tierras de su antiguo pueblo de Apaseo el Alto y las aguas de sus múltiples manantiales y lo que menos le importaba era enfrentarse al apoderado del marqués de Belgida o al mismo propietario del mayorazgo.
En el año de 1785 se recluyo en la cárcel de Apaseo al indio de nombre Bacilio Juan a fin de tomarle declaración sobre un pleito por las aguas de los manantiales de la cañada de Apaseo el Alto y los Ates.
Tomando en consideración el testimonio de las fuentes históricas consultadas y no sin antes aclarar que la existencia de un pueblo desde antes de la llegada de los españoles no implicaba una existencia jurídica conforme a las leyes vigentes de la época, sino hasta el momento en que las autoridades virreinales autorizaban mediante una Cédula Real, un Decreto o un Despacho la fundación de un pueblo, hasta entonces se declaraba jurídicamente existente.
Al pueblo de Apaseo el Alto se le dieron el 8 de noviembre de 1802 las seiscientas varas por cada rumbo que señalaban las leyes de la materia, equivalentes al fundo legal y desde esa fecha el pueblo de indios recientemente dotados de esa porción territorial existía jurídicamente de acuerdo a la usanza novohispana.
Fue a partir de esta fecha que nuestro pueblo se supo libre, soberano e independiente, fruto del esfuerzo continuo y sin descanso de las gentes que nos heredaron la maravillosa tierra que ahora disfrutamos.

#### Época: 1802-1881 Crisis
El movimiento de compras de maíz en las trojes de las haciendas durante los meses que seguían a las cosechas (diciembre - marzo), las ventas caían a un nivel mínimo, debido a que en esos meses la población se abastecía de sus propios productos. Sin embargo de mayo a noviembre la situación se transformaba; a partir de mayo la incapacidad de la escasa o nula producción para abastecer la troje familiar durante el resto del año, el carácter insustituible del maíz en la dieta de la población india, más la trampa premeditada de los hacendados que se negaban a vender más allá de un mínimo con el objeto de elevar los precios: como resultado de esto, cuando la demanda era mayor, los precios también eran más altos.
Ante estas condiciones agrícolas y agrarias, el pueblo de Apaseo el Alto dependía del fruto de su trabajo en las haciendas, los habitantes más prósperos habían instalado a la vera del camino de las Partidas - calle Real - algunos Mesones, Postas, Fraguas, etc., para dar servicio a las caravanas que transitaban tan importante camino. En 1802 y 1810, muchas caravanas pasaron por el camino de la plata; por tan importante sendero debieron pasar algunos criollos de ideas independentistas, que con sus ideas liberales y la miseria de los pobladores, poco a poco debió ir influyendo en el ánimo de los principales del lugar.
En 1810 los meses previos al estallido del pueblo de Dolores, existía entre los indios el deseo de recuperar sus tierras; los criollos ansiaban el poder; la independencia fue criolla por excelencia, pues solo aprovecharon el grito ahogado de los despojados, de muchos años de dominación hispana y con la promesa de restituirles sus antigua propiedades, muchos de nuestros naturales debieron sumarse a la lucha con la ilusión de un futuro más halagador que su pasado.
Consolidada la Independencia el pueblo de Apaseo el Alto vivía en apremiante miseria; los únicos que gozaban de una aparente bonanza eran los altos funcionarios de la iglesia. El humilde poblado, carente del recurso agua y tierra, con una escasa población económicamente activa no tenía iglesia como los pueblos vecinos, pero si una Casa del Diezmo, que cobraba puntualmente las obvenciones eclesiásticas, al indio se le seguía exigiendo tributos mientras el clero está exento de contribuciones.
El Templo de San Andrés había sido construido entre 1833 y 1870, año en que lo recibió don Jesús Narváez prácticamente terminado.
Durante la época de la Reforma se quiso ayudar a las clases más desposeídas, principalmente a los indios, para lo cual se dio una circular de 9 de octubre de 1857, en la cual las autoridades darían títulos de propiedad sin costo algunos, respecto a los bienes rústicos cuyo precio no fuera superior a los doscientos pesos. Cualquier autoridad podía dar el título, los gastos eran por cuenta del Estado; pero lo que sucedió en la práctica fue que el indio al no entender el complicado procedimiento y la serie de requisitos para obtener el título, se abstuvo de solicitar la propiedad y como casi nadie lo tenía los acorazados terratenientes tuvieron en la propiedad no amparada por su debido título un botín jugoso y lucrativo.
La precaria condición en que vivía la gente de Apaseo el Alto les hizo pensar en la autonomía, pero para aspirar a ella necesitaban primero recobrar las tierras ilegalmente arrebatadas a sus ancestros; poseer el agua de sus manantiales, tener sus propias autoridades indígenas y lo demás vendría por sí solo.
En 1881 se inició el Registro Civil, pero la dependencia política de Apaseo seguía prevaleciendo. La pobreza era el común denominador de sus habitantes, pero con un enorme afán de progreso y de una religiosidad desmedida.

#### Época: 1892-1905 Lucha por el Agua
Había para la conducción de agua un acueducto de madera que año tras año tenía que ser reparado o reconstruido, pues en las avenidas de consideración se destruía parcial o totalmente causando serios daños a los reducidos recursos del pueblo. Para evitar tales daños se planeó hacer una obra de mampostería y para que hubiera sobra de formalidad solicitaron al I Ayuntamiento de Apaseo el permiso para cambiar la materia del acueducto.
En el año de 1892 los vecinos de Apaseo el Alto encabezados por don Leonardo Mendoza iniciaron las obras de mampostería, pero el Sr. Francisco González de Cosio Gobernador de Querétaro y dueño de la hacienda de San Cristóbal mando suspender la obra, aprehendiendo al líder de los naturales.
Ese mismo año Francisco González de Cosio y el coronel Rivas construyeron los túneles y lumbreras para llevarse el agua de los manantiales aledaños al cerro de los Ates, El Tajo y otros manantiales a su hacienda de San Cristóbal y se introdujo el agua azul al pueblo.
El 13 de octubre de 1902, Francisco González de Cosio se dirigió al Ayuntamiento de Apaseo el Alto para inconformarse de la resolución dada en favor de nuestras gentes con respecto a la construcción del acueducto, señalando desacato a la Autoridad Judicial puesto que aseguraba poder probar la supuesta propiedad que tenía la hacienda de San Cristóbal sobre las aguas de los Manantiales.
Sin amedrentarse los pobladores de Apaseo el Alto por la influencia política del propietario de la hacienda, se dirigieron el 25 de octubre de 1902 al Gobernador del Estado de Guanajuato para solicitarle la pronta resolución sobre los derechos del agua. En vista de las desavenencias por el agua entre ambos litigantes, el Gobierno del Estado solicitó al Sr. González, Jefe Político de Apaseo, un informe por escrito de todos los antecedentes del caso, en un documento fechado el 31 de diciembre de 1902.
Viéndose en desventaja ante la determinación del Ayuntamiento de Apaseo y del Gobierno del Estado, el Sr. Cosio presentó un ocurso de fecha 18 de mayo de 1903. El Gobierno del Estado en 27 del mes de julio de 1903 dictó la sentencia de que; revocaba el acuerdo de 4 de diciembre de 1902 en que aprobó la nueva construcción de un puente o pasamano; y en consecuencia no podían usar los vecinos de Apaseo el Alto el acueducto de cal y canto o ladrillo que se les había concedido hacer, por tal motivo debían reponer las canoas tal y como existían para conducir el agua a sus terrenos.
El asunto se turnó al Supremo Tribunal de Justicia de la Nación, quien una vez analizando, tomaron la determinación final. Confirmaron la sentencia definitiva que el 5 de diciembre de 1903 había pronunciado el C. Juez del distrito del Estado de Guanajuato, así mismo amparaba y protegía a Leonardo Mendoza, y a los demás signatarios, de la demanda de Amparo, contra el acuerdo que había tomado el ejecutivo del Estado el 27 de julio de 1903 que decretaba que los vecinos de Apaseo el Alto no usaran el acueducto de cal y canto o ladrillo que se les había concedido.
La solicitud de amparo interpuesta por el Ing. González de Cosio y el ocurso presentado por los pobladores de Apaseo el Alto tuvo su respuesta el 26 de mayo de 1905. Fue así como se terminó el litigio por el agua; un litigó que jamás doblegó a nuestros antepasados y que sin duda es un ejemplo a seguir por los presentes y futuras generaciones de nuestro pequeño pueblo.

#### Época: 1926-1929 Revolución Cristera
La iglesia no solo fue desposeída de sus bienes, sino que el Estado la restringió para impartir la educación, la incapacito para administrar cementerios y al instituir el matrimonio civil se le descartó para manejar ese vínculo, a fin de restarle influencia sobre la familia. Estas reformas llevaron a declarar formalmente la separación entre Iglesia y el Estado el 12 de julio de 1859.
Con la Revolución de 1910, las divergencias que durante más de 40 años parecían relajadas se volvieron turbulentas cuando Venustiano Carranza manifestó su intención de forzar las Leyes Anticlericales. El 27 de julio de 1914 entró por primera vez el ejército de Carranza al pueblo de Apaseo el Alto y saquearon la iglesia de San Andrés.
Proclamada la Constitución de 1917, en pleno Reparto Agrario, el clero arribo de nueva cuenta a la vida política, criticando ante todo el contenido de los artículos 3.º y 13.º, cuyo desacato le valió el destierro de varios obispos.
Después de muchas desavenencias entre la Iglesia y el Estado, el 27 de enero de 1926 se inició uno de los movimientos que dejó una de las heridas más sangrientas en la historia de México; un movimiento que prevaleció entre 1926 y 1929 y al que popularmente se le llamó "La Cristiada".
Al grito de ¡Viva Cristo Rey! se sumaron algunos de los pobladores de Apaseo el Alto, muchos de ellos, aquellos a quienes la Iglesia había persuadido de que el ejido, el reparto agrario era un movimiento comunista, contrario a la Ley de Cristo.
Al mismo tiempo muchos otros pobladores que participaron en el movimiento cristero, estaban aún inconformes con la casi nula solución que la Revolución de 1910 había dado a sus problemas ancestrales.

#### Época: 1930-1936 Camino a la Emancipación
La década de los 30's fue particularmente valiosa para nuestro pueblo. Pacificada la región y dotada la comunidad de un ejido; dueños del agua de sus manantiales, cuyos litigios eran ahora entre ejidatarios y pequeños propietarios; la horticultura floreciente y aunque con limitados recursos, un grupo de vecinos interesados en el progreso de la población, integraron una Junta de Mejoras para promover la atención de las necesidades de la Delegación. Grandes promotores fueron J. Ascensión Mendoza, Vicente Mendoza Esteves, Carlos Arteaga Saavedra, Juan  Tinajero, J. Carmen Aguilar, Alberto Ruelas, Joaquín López Toledo, etc.
Durante el periodo de administración municipal 1931 - 1932, el presidente municipal Ramón Jiménez Tapia, intento cambiar la denominación de nuestro pueblo, arrebatarle su auténtico nombre de Apaseo el Alto por el de Villa Tres Guerras (sic), denominación que jamás fue aceptada por los pobladores.
Los años de 1934 y 1935 fueron de mucha efervescencia en la antigua delegación municipal; las carencias de trabajo, salud, seguridad, obra social, así como falta de vías de comunicación con las ciudades más importantes de la región, fueron bandera de una generación de Apaseoaltenses que querían el desarrollo de su terruño.
El embellecimiento de la plaza era clamor general. El Gobierno del Estado había donado de arbotantes para la iluminación del jardín y los pobladores de Apaseo el Alto solicitaron al Ayuntamiento de Apaseo una partida de $192.40 para la colocación de los mismos, solicitud que fue denegada. Ante las reiteradas negativas y falta de apoyo de la cabecera municipal, en 1934 se integró por primera vez un comité pro-emancipación presidido por don Vicente Mendoza Esteves y secundado por don Joaquín López Toledo.
Después de algunos pequeños logros, el Comité se entrevistó con el Lic. Agustín Lanuza para solicitar asesoría sobre el trámite a seguir, y quien aconsejó: elaborar un proyecto para la circunscripción municipal, levantar un censo de población y dirigir un memorial a Gobierno del Estado con la mayor cantidad de firmas posibles. Para el 23 de diciembre de 1934 el Comité había cumplido al pie de la letra las recomendaciones.
Una de las acciones más importantes que emprendieron los pobladores de Apaseo el Alto fue demostrar al Gobierno del Estado la capacidad económica necesaria para sostenerse como municipio libre, para lo cual lograron instalar en la delegación municipal una oficina auxiliar recaudadora, y en virtud del éxito de la misma, vinieron las zancadillas de la cabecera municipal para que no se consiguieran los anhelos.
Por conducto del diputado local por Celaya, Daniel Ángel Ortega, el Comité hizo llegar la petición formal al gobernador para la creación del nuevo municipio de Apaseo el Alto. Una de las cuestiones más importantes que inquietaban a Gobierno del Estado para acceder a dicha petición era la incertidumbre sobre si el municipio de Apaseo sería autosuficiente sin las aportaciones del nuevo municipio, como también si el nuevo municipio sería capaz de lograr una recaudación para sostenerse y consolidarse.
En vísperas de las elecciones para diputados federales, se invitó al Gobernador a nuestra población, ocasión que aprovecharían para reiterarle el deseo ciudadano de crear un nuevo municipio. A pesar de que el gobernador no pudo asistir, le fue enviada con sus representantes una serie de razonamientos por los que el pueblo solicitaba la emancipación del antiguo pueblo de San Andrés Apaseo el Alto.
La respuesta de Gobierno del Estado fue inmediata. Por medio de un decreto se ordenaba que Apaseo el Alto y nueve localidades más del Estado recibieran el beneficio de una red de Agua Potable, sufrada en su totalidad por el Estado y la Federación. Con el propósito de darle seguimiento y colaborar en su construcción, el 18 de mayo de 1935 se integró la Junta de Aguas Potables constituida por Vicente Mendoza Esteves como Presidente, Joaquín López como secretario y Antonio Herrera como Tesorero.
La obra se inició casi de inmediato; se construyó un depósito más grande en los Ates, se hicieron las cepas para la tubería y se interconectó la red de 4"; se construyó el depósito en el solar conocido como El Calvario y se construyeron hidrantes públicos en lugares estratégicos de la población y una vez terminada la obra, el 21 de abril de 1936 se integró una Junta de Aguas Potables integrada por Vicente Mendoza, Antonio Serrano, Joaquín López, Antonio Herrera y Canuto García para reglamentar la distribución del agua.
Entre 1935 y 1937 se realizaron obras de gran trascendencia para el poblado; sus habitantes eran eminentemente agrícolas y la alfarería su otro punto de apoyo. Algunas de las obras realizadas fueron: Pavimentación de 180m² de banqueta en el jardín principal, construcción e instalación de bancas para el jardín, Compra de Materiales par instalación de arbotantes en el jardín, empedrado en calle Juárez, pavimentación de calle Allende, pavimentación de calle del arco, reconstrucción de muros del panteón, reconstrucción de trechos en calle 5 de Mayo, etc.
La aportación de los vecinos fue de $1,251.91 pesos, cantidad que para la época era una fortuna, sin contar el trabajo no retribuido como el acarreo de piedra, tierra, faena de peones y otros.

#### Época: 1941-1942 Carretera Panamericana
Algunos países del Continente Americano planearon la construcción de una carretera para interconectarse vía terrestre; parte del compromiso de cada gobierno era el construir en su territorio la porción del proyecto que le correspondiera, la obra se llamaría Carretera Panamericana.
El proyecto de la Carretera Panamericana significaba para el continente el sueño de Bolívar de tener una América Unida; para los Estados Unidos significaba el rápido abastecimiento desde el cono Sur, pues estaba padeciendo los estragos de la Segunda Guerra Mundial; para México significaba el crecimiento continuo de turistas desde ambos extremos del continente y para Apaseo el Alto, representaba el progreso y su aparición en todas las modernas cartografías.
El Gobierno Federal al planear la carretera en su tramo Querétaro-Celaya tenía tres alternativas para fijar el trazo: el primer proyecto contemplaba una línea recta entre las dos ciudades, atravesando las cercanías de la loma de San José Agua Azul; otro más era un trazo paralelo a la línea del ferrocarril y la tercera opción, que consideraba el paso por El Pueblito y Apaseo el Alto.
Los habitantes de Apaseo el Alto, en un intento por conseguir el beneficio de una ruta de comunicación de tal magnitud nombraron un Comité presidido por don Vicente Mendoza Esteves y el profesor Joaquín López Toledo, cuya función sería promover ante las autoridades correspondientes el paso de la carretera por el pueblo.
Con el apoyo solicitado a distintas personalidades y entidades, se integró una Comisión para entrevistarse con el gobernador de Guanajuato y solicitar oficialmente el paso de la Carretera por Apaseo el Alto. En dicha entrevista se determinó que la carretera se haría por Apaseo (hoy el Grande) y solo podría desviarse de ahí a Apaseo el Alto para seguir la ruta señalada, en el caso de que se ayudara al Gobierno de Guanajuato para cubrir la cantidad de $ 210,000.00 (Doscientos diez mil pesos), en que se estimaba la diferencia de costo, para lo cual deberían contribuir proporcionalmente, Gobierno del Estado de Guanajuato, Gobierno y Comercio del Estado de Querétaro, vecinos de Apaseo (hoy el Grande) y vecinos de la región de Apaseo el Alto, declarando categóricamente que si no se daba dicha aportación no habría carretera por Apaseo el Alto, fijando un plazo de diez días para que se le resolviera.
La construcción de la Carretera Panamericana ubicó a nuestro pueblo en una posición estratégica muy favorable; durante mucho tiempo la comunicación dependía solo de caminos vecinales, intransitables en épocas de lluvias y con el paso de tan importante vía la comunicación y el desarrollo estaba casi garantizado.

#### Época: 1946-1947 Fiebre Aftosa
En 1946 se diagnosticó en el Estado de Veracruz una enfermedad llamada Fiebre Aftosa; una enfermedad altamente contagiosa de los animales de pesuña hendida, domésticos y salvajes, caracterizada por la formación de vesículas en el hocico, ollares, patas y ubres de los animales afectados, la movilidad era alta y la mortalidad baja, pero las secuelas incidían enormemente en la producción y en la fuerza de trabajo.
Las autoridades sanitarias de los Estados Unidos preocupados de que el agente etiológico rebasara sus fronteras, ofrecieron ayuda al Gobierno Mexicano para erradicar la epidemia; por lo que el 2 de abril de 1947 se estableció la Comisión México - Americana para la erradicación de la Fiebre Aftosa.
La Comisión integraría Comités en las distintas localidades del país para atacar la enfermedad mediante la inspección, cuarentena y sacrificio de animales externos, así como la desinfección de instalaciones.
Apaseo el Alto con su Carretera Panamericana recientemente inaugurada; su antiguo Camino Real y caminos vecinales con gran cantidad de bueyes que jalaban todo tipo de carretas y la utilización de esa misma especie en todas las labores agrícolas, fue elegido como una de las poblaciones en que las medidas serían irremediables.
El 15 de marzo de 1947 (días antes de que se creara el organismo a nivel nacional) se integró en Apaseo el Alto el Comité de Defensa contra la Fiebre Aftosa, cuya responsabilidad recayó en don Carlos Arteaga como Presidente, Joaquín López como Secretario y Vicente Mendoza como Tesorero. Los trabajos del Comité se iniciaron de inmediato.
En informes presentados al Gobierno del Estado por el Comité encabezado por don Carlos Arteaga, el 28 de marzo, 4 y 30 de abril y 4 de mayo de 1947 se daban cifras exactas. En Apaseo el Alto se sacrificaron 711 bovinos y se embarcaron con rumbo desconocido 860 caprinos; en San Bartolo murieron 354 bovinos y 598 caprinos fueron embarcados; un total de 2523 cabezas de las cerca de un millón que se sacrificaron a nivel nacional.
Cuando se inició la ejecución de los animales, el precio pagado para animales de trabajo de primera y vacas fue de $60 y $75 pesos, cuando su valor real oscilaba entre los $100 y $325 pesos aproximadamente.
La cuestión agrícola era por supuesto de negro porvenir, pues en documento de fechado en 30 de abril, las autoridades señalaban que un total de 2740 hectáreas de Apaseo el Alto y zona de influencia dejarían de sembrarse como consecuencia secundaria de la epidemia.
Cuando se dio por concluida la campaña de erradicación, los comerciantes de ganado se dieron a la tarea de conseguir en los Estados del norte del país, ganado mular para sustituir a los bueyes sacrificados. El ganado traído era de alzada muy alta, en estado semisalvaje, algunos no muy jóvenes, lo que impedía su utilización inmediata en las labores del campo, pero a final de cuentas era la única opción.

#### Época: 1947-1948 Un Nuevo Municipio
Habían transcurrido 13 años desde la integración del 1.er. Comité Pro-emancipación de Apaseo el Alto, y aunque en más de una localización se habían recabado las pruebas que solicitaban para demostrar la autosuficiencia del proyecto de nueva municipalidad, los miembros del Comité veían con frustración la inestabilidad política en el Gobierno del Estado que era el principal obstáculo para la autorización del Municipio número 46 de Guanajuato; cuando un Gobernador había sido prácticamente convencido, era sustituido por un interno y así se repetía una y otra vez. Entre 1934 y 1947 hubo en nuestra Entidad un total de 10 gobernantes.
En 1947 habiendo sido desconocido el Sr. Nicéforo Guerrero como Gobernador del Estado y nombrando en su lugar el Lic. J. Jesús Castorena, quien venía de la Ciudad de México y se suponía sin tantos compromisos políticos con los grupos gobernantes que le antecedieron. Los Miembros del Comité Pro-Emancipación presentaron al mandatario una crónica de la petición que durante años venían manifestando.
Tras un citatorio de Gobierno del Estado, los miembros del Comité acudieron al Palacio de Gobierno de la Ciudad de Guanajuato, lugar en el que imperaba una gran incertidumbre en torno al futuro de los Apaseos, pues seguía prevaleciendo la idea de que al seccionar el Antiguo Municipio de Apaseo, se daría lugar a dos municipios pobres.
Horas de incertidumbre, de un constante ir y venir de los Diputados locales por los pasillos, hasta que el mandatario estatal los llamó para comunicarles que había sido aprobada la creación del nuevo Municipio de Apaseo el Alto.
Una Comisión integrada por don Vicente y Pedro Mendoza Esteves y Joaquín López se trasladaron a Celaya para que, en compañía de los señores Alfonso Oliveros, José Estrella y José M. Manríquez definieran los límites de las dos municipalidades y señalarlas en el Decreto respectivo.
Los de Apaseo querían que Apaseo el Alto comprendiera desde este poblado hasta Jerécuaro, en respuesta, los del naciente municipio propusieron que fuera la vía del ferrocarril la que sirviera de límite municipal. Finalmente quedaron definidos los límites de cada municipio, San José Agua Azul y San Pedro Tenango, antiguos colaboradores en obras proyectadas por gentes de nuestro pueblo quedaron como parte de un municipio del que nunca habían recibido nada.
Cumplidos todos los requisitos de Ley, se publicó el Decreto Número 18 de fecha 18 de diciembre de 1947, la creación del Nuevo Municipio de Apaseo el Alto. El Decreto en su Artículo 1.º decía textualmente: "A partir de la publicación del presente decreto, se eleva a la categoría de Municipio la fracción del actual Municipio de Apaseo, conocida con el nombre de Apaseo el Alto, cuyos límites serán los siguientes: Canoas de Arriba, La Presita, Sabino, Marroquín, Llanito y Calichar".
El 1 de enero de 1948 fue una fiesta cívica para los pobladores del Municipio de Apaseo el Alto. Después de unas elecciones en las que se había presentado como candidato único, el Sr. Pedro Mendoza Esteves tomó posesión como presidente municipal.
El primer obstáculo que tuvo que enfrentar el presidente municipal fue sin duda la falta de edificio en el que deberían radicar los representantes del Ayuntamiento, para lo cual los miembros del Comisariado Ejidal proporcionaron el edificio de su Cooperativa, un edificio que se tuvo que amueblar, cambiar puertas y ventanas, pintar y acondicionar el Salón de Cabildos.

### Denominación
Apaseo el Alto es un pueblo de naturaleza prehispánica que fue escribiendo su historia a través de los sitios que en el origen del hombre, escogieron como su hábitat natural y así las prehistóricas cuevas, pasaron a ser parte de su cultura; un pueblo ágrafo no dejaba testimonios escritos en las pétreas paredes, por lo que las cuevas de nuestros antepasados carecieron de ese tipo de vestigios, lo que no las hace menos valiosas.
Sin poder precisar cuándo, conocedores de la riqueza del entorno, los pobladores del ancestral pueblo edificaron sus propios templos, a cuyas deidades actualmente desconocidas les dedicaron las fortalezas que guardan en sus entrañas una historia que a gritos solicitan su rescate y difusión.
El español llegó, arrogante, usurpador y con la idea de no dejar huella de los testimonios de una cultura a la que tachaba de diabólica y politeísta, se dedicó a construir lo que sería una nueva vivienda y que con el paso de los años la historia lo recoge como bienes inmuebles de cada población.
Los ancestrales mitotes que cada pueblo organizaba para recibir la llegada de cada temporal, los enlaces familiares, las nuevas conquistas, amenizadas por los teponaxtles, pitillos de carrizo, tambores de piel de venado, fueron satanizados y en un intento por erradicarlos, organizaron los hombres de piel blanca fiestas medievales en las que las guitarras, vihuelas, chirimías, violines, etc., y en un idioma que los naturales no entendían.
La lucha por imponer una nueva costumbre y otros por preservar la suya desencadenó en ceremonias mestizas que con el paso del tiempo ha sido nuestro folklore. La artesanía de barro, de madera, de hilados y tejidos, de piedra, también sufrió injerencia extraña, conservando elementos tradicionales de más puro estilo regional.
Tanto fue el impacto y el gusto por nuestro arte culinario, que pronto fue adoptado por los extraños, que escribían con marcado entusiasmo sobre la diversidad, lo exquisito y extravagante de sus componentes, que hasta la fecha los Apaseoaltenses y sus visitantes aún podemos disfrutar.
Como un compromiso del cronista municipal de Apaseo el Alto por rescatar, promover y difundir su cultura, elabora la presente crónica de sus bienes muebles e inmuebles para ponerla al alcance de toda la sociedad local, guanajuatense, del territorio nacional y más allá de nuestras fronteras, con el único propósito de poner en la geografía cultural que le corresponde.
Apaseo el Alto tiene más de lo que en el presente documento menciona, y solo con el paso del tiempo se irán incorporando a los inventarios municipales y estatales, toda la información de cada uno de los sitios de valor histórico o cultural. El cronista municipal Francisco Sauza Vega elabora el presente trabajo para quienes, en un afán de enriquecer su acervo cultural y conocer su histórico pasado, requieran un estudio más profundo y particular sobre los temas.

### Escudo

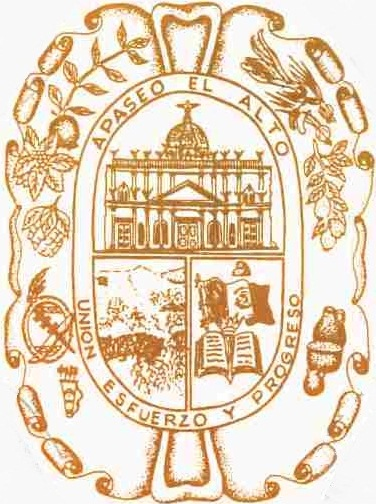
Escudo de Apaseo el Alto

El Escudo de armas del Municipio de Apaseo el Alto fue diseñado por el Profesor Emigdio Castro Aboytes (1906-1994) originario de Cortázar, Gto., en el año de 1952 a solicitud de Don Vicente Mendoza Esteves, presidente municipal en turno.
Descripción:
El escudo está diseñado sobre un pergamino cuyo centro está dividido en tres cuarteles; entre los bordes del pergamino y el óvalo central se observa lo siguiente:
En la parte superior del lado izquierdo aparece una rama y fruto del Granado, árbol que introducido por los españoles, encontró en el fértil suelo Apaseoaltense un hábitat que pareciera natural; en la parte inferior se ubican una hojas del Níspero y sus Níspolas, fruto de auténtico origen mexicano, que a través de nuestro pueblo se difunden a toda la región. Siguiendo su curso hacia abajo se encuentra un Ate o Chirimoya, que de manera silvestre y abundante florecía en los huertos de las inmediaciones de los acantilados cerros en donde se ubicaron prehispánicos asentamientos, conocidos actualmente como “Los Ates”.
En la parte inferior del mismo lado, están reflejados: un escudo, un arco, un mazo de piedra y un puñado de jaras en su carcaje, instrumentos de guerra utilizados por nuestros aborígenes.
Del lado derecho, en su porción inferior, unas piezas de alfarería: un plato de barro y dos jarras del mismo material, producto de un oficio que desde la época prehispánica distinguía a nuestros pobladores. Siguiendo el curso hacia arriba, aparece un ramo de hojas y frutos del Guayabo, oriundo de la zona y que durante muchos años ha perfumado los tianguis pueblerinos. En la parte superior de este fruto, se encuentra el Chile, cultivo que nuestros antepasados cultivaban en el Rancho de Los Ates y que condimenta prácticamente todas nuestras comidas; el Ajo y la Cebolla, plantas liliáceas que alcanzaron en nuestros suelos, producciones excepcionales y de calidad extrafronteras.
Finalmente, en la parte superior de ese lado, el Maíz, cereal americano, base de la alimentación de nuestras gentes desde tiempo inmemorial.
En el óvalo central, cuartel mayor, con un cielo azul de fondo, luce la figura arquitectónica de estilo grecorromano, el Templo del Sagrado Corazón de Jesús, símbolo del pueblo Apaseoaltense.
En el cuartel izquierdo se puede apreciar la zona arqueológica de Los Ates, en donde se distinguen los impresionantes Cués, edificios fortaleza-ceremoniales de las tribus que habitaron la zona.
En el cuartel derecho, se localiza nuestra bandera, una antorcha y un libro, coronados por un gorro frigio, que simbolizan el patriotismo, la libertad y la luz de la inteligencia.
Un marco ovalado a manera de listón, en el que se lee: Unión, Esfuerzo y Progreso, lema del Municipio Libre de Apaseo el Alto, Guanajuato.

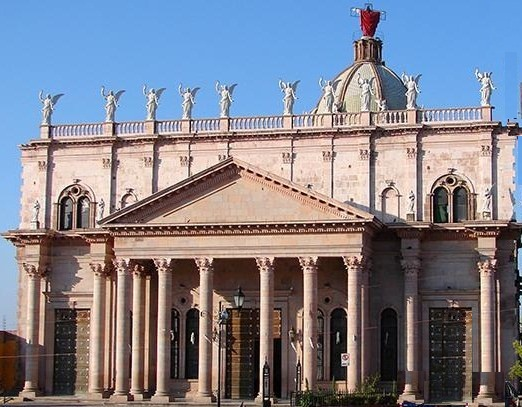
Templo del Sagrado Corazón de Jesús en Apaseo

### Hechos históricos[5]
- 27 de noviembre de 1538: Antonio de Mendoza, Virrey de la Nueva España concedió merced a Hernán Pérez de Córdoba y Bocanegra para establecer tres molinos en Apaseo el Alto.
- 26 de agosto de 1546: Se fundó San Bartolomé Aguascalientes. Fue el tercer pueblo del Estado de Guanajuato.
- 3 de octubre de 1578: El virrey, marqués de Falces, otorgó tres sitios para ganado menor en Santa Isabel y Barajas a Bernardino de Córdoba y Bocanegra.
- 1580: Se elabora la Relación Geográfica de Celaya y el poblado aparece como Labor de Apaseo el Alto.
- 24 de marzo de 1587: La Hacienda de Apaseo el Alto, propiedad de Nuño de Chávez, fue arrendada por una deuda que tenía con la Real Hacienda.
- El 4 de julio de 1602: murió Beatriz de Tapia, dejando en su testamento la instrucción para construir los Baños Hospital de San Bartolomé.
- 29 de agosto de 1729: Se demandó a algunos indígenas ante la Real Hacienda para que pagaran por arrendamiento de la Hacienda de Apaseo el Alto.
- 1740: Apaseo el Alto fue afectado por la Epidemia Matlazáhuatl.
- 25 de octubre de 1780: Ignacio Ramos vendió la Hacienda de labor de temporal y cría de ganados llamada San José de Barajas.
- 8 de marzo de 1785: fue arrestado Basilio Juan por reclamar para su pueblo de Apaseo el Alto, las tierras y aguas.
- 15 de abril de 1785: El Juzgado General de Naturales emitió fallo en favor de Basilio Juan.
- 17 de julio de 1792: El Virrey de la Nueva España Don Vicente de Güemez, ordenó una visita a Apaseo el Alto para verificar si procedía la fundación.
- 25 de noviembre de 1793: Se otorgó el fundo legal a los pobladores de Apaseo el Alto, pero estos lo rechazaron porque se les dio en tierras comunales y ellos lo querían en solares.
- 8 de noviembre de 1802: Se repartieron los solares entre los pobladores de Apaseo el Alto, por lo que esta es su fecha de fundación jurídica.
- 1804: Se terminaron los Baños Hospital de San Bartolomé Aguascalientes.
- 24 de marzo de 1824: El Jefe Político de Apaseo el Alto prestó juramento ante las autoridades del Nuevo Partido de Apaseo. (Un Partido era el equivalente de un Municipio)
- 1833: Se inició la construcción del Templo de San Andrés.
- 5 de mayo de 1849: Los Principales de Apaseo el Alto solicitaron los Títulos del Pueblo (Se les enviaron el 25 de octubre de 1872)
- 5 de septiembre de 1867: Comenzó a funcionar la Capellanía de San Andrés y el primer sacerdote radicado en el pueblo fue Fray Román de San Antonio.
- 5 de septiembre de 1881: se registró el primer nacimiento en la Oficialía del Registro Civil de Apaseo el Alto.
- 25 de febrero de 1892: Llegó el agua azul de Los Ates, bajo la dirección de Don José Albino Mendoza Ruelas (José Mendoza)
- 15 de abril de 1894: murió en a localidad su benefactor José Albino Mendoza.
- 6 de enero de 1896: Se puso la primera piedra del Templo del Sagrado Corazón de Jesús, siendo vicario el Pbro. Santos María Carvajal.
- 1897: Leonardo Mendoza y Lino Álvarez construyeron “El Arco”.
- 11 de octubre de 1902: El administrador de la Hacienda de San Cristóbal demandó a los pobladores de Apaseo el Alto por la construcción de El Arco y el uso de las aguas de los manantiales de Apaseo el Alto.
- 2 de mayo de 1905: La Suprema Corte de Justicia de la Nación emitió resolución favorable a los pobladores de Apaseo el Alto, por el agua de sus manantiales. El litigio duró 367 años.
- 12 de mayo de 1909: Nació Don Domingo Galván Malagón, Pionero en la artesanía de Talla de Madera y Cronista del pueblo.
- 27 de febrero de 1911: Nació en Pénjamo, Gto., el Pbro. Joaquín Soto Armenta. Reanudó las obras del Templo del Sagrado Corazón hasta su terminación, Construyó la primera Escuela Secundaria, perforó el primer pozo de agua potable de Apaseo el Alto, el Monumento al Sagrado Corazón, el restaurante El Buen Camino, y consiguió la erección de la parroquia.
- 26 de julio de 1914: Los carrancistas saquearon el Templo de San Andrés.
- 4 de diciembre de 1914: pobladores de Apaseo el Alto solicitaron la dotación ejidal.
- 16 de noviembre de 1920: Llegó la luz eléctrica al pueblo.
- 30 de julio de 1926: Se cerró el Templo de San Andrés a consecuencia de la Revolución Cristera.
- 31 de enero de 1934: Se iniciaron clases en la Escuela de Apaseo el Alto, impartida mediante monitores.
- 17 de mayo de 1935: Se constituyó el Primer comité de Aguas Potables.
- 26 de marzo de 1936: Llegó el agua azul de Los Ates al depósito de El Calvario.
- 8 de junio de 1941: Se iniciaron los trabajos para la construcción de la Carretera Panamericana en su paso por Apaseo el Alto, gracias a las gestiones de Don Vicente Mendoza Esteves y Joaquín López Toledo.
- 28 de octubre de 1945: Los pobladores de Apaseo el Alto se inconformaron ante el gobernador por el intento de algunos pobladores de Apaseo el Grande, por imponerle el nombre de Villa Tresguerras.
- 15 de marzo de 1947: se integró el Comité contra la Fiebre Aftosa, presidido por Don Carlos Arteaga Saavedra.
- 18 de diciembre de 1947: Fue creado el Municipio de Apaseo el Alto, gracias a la lucha tenaz de un pueblo encabezado por Vicente Mendoza Esteves, Joaquín López Toledo, Juan C. Tinajero y Carlos Arteaga Saavedra.
- 22 de agosto de 1949: El Congreso del Estado le impuso el nombre de Villa Tres Guerras al pueblo y Municipio de Apaseo el Alto.
- 10 de agosto de 1951: Mediante Decreto n.º 87, el Gobierno del Estado le restituyó su legítimo nombre al pueblo de Apaseo el Alto.
- 1 de enero de 1971: Nefastos pobladores de Apaseo el Alto quisieron imponerle al pueblo Sotitlán Armenta.

### Salud
La prestación de servicios de salud es la siguiente:
1 Clínica del IMSS
1 Consultorio de medicina externa del ISSSTE
7 Centros de consulta externa SSG
4 Clínicas particulares
1 Puesto de Paramédicos, con servicio de 3 ambulancias.

### Cultura
- La ciudad de Apaseo el Alto tiene una Casa de la cultura y un centro del saber, que a la vez cuenta con biblioteca, videoteca y computeca.

### Deporte
En la cabecera municipal se cuenta con canchas de fútbol, fútbol rápido, básquetbol, voleibol y béisbol, de carácter público, así como en instituciones educativas. En las comunidades también existen canchas de este tipo, muchas de ellas anexas a las escuelas o al margen de estas.

### Eventos

#### Sagrado Corazón del Buen Camino
Festividad del 1° al 8 de enero, dedicada al santo patrono del municipio en la cual se realizan peregrinaciones de diferentes gremios, con vehículos alegóricos, mismo que recorre las principales calles del municipio, para llegar así al jardín principal, en donde se realiza una tradicional verbena popular, con música en vivo, venta de alimentos y juegos pirotécnicos.

#### Concurso de Talla de Madera
Los renombrados artesanos del lugar exponen sus mejores obras en este concurso. Se lleva a cabo durante la primera semana del mes de marzo.

#### Feria de Reyes
Del 1 al 8 de enero se celebra la tradicional fiesta dedicada a los Reyes Magos y consiste en la realización de feria con juegos mecánicos, música en vivo y venta de comida.

#### Semana Santa
Por cuestión de calendario la Semana Santa se celebra en marzo o abril, con la representación bíblica de la aprehensión, condena y crucifixión de Jesús. La representación es en vivo, con actores populares y personificados por varias calles de la cabecera municipal. Se suprime el toque de las campanas y se complementa con la venta de tradicionales charamuscas.
El viernes por la tarde, partiendo de la capilla del Señor de la Piedad, se da un evento tradicional entre los pobladores de Apaseo el Alto, que consiste en trasladarse de rodillas desde la capilla, hasta el templo del Sagrado Corazón de Jesús. Es un acto doloroso, de daño físico, cuya razón de los dolientes, es pagar una “Manda” ofrecida a algún santo, por un beneficio recibido.

#### La danza de Los Cornudos
En el pueblo de San Bartolomé Aguascalientes, asentamiento de origen otomí, fundado el 26 de agosto de 1546, durante la Semana Santa, se representa la danza entre Fariseos y Barrabases, a la que denominan “Danza de los Cornudos”.
Los Fariseos, en expresión otomí, portan vestimenta muy singular, que consta de un atuendo que consiste en sarapes de lana de una sola pieza y que cubre todo el cuerpo de quien lo porta; dichos sarapes han sido muestra del trabajo artesanal de toda una época.
Parte primordial de su vestuario son las máscaras talladas en madera, cuya materia prima las extraen del árbol conocido regionalmente como Patol o Colorín, que se caracteriza por lo suave de su textura, lo que facilita su tallado.
Los Fariseos, llamados tradicionalmente Cornudos, se enfrentan a Barrabás, en una lucha con machetes. Barrabás en un personaje perverso, quien al fin de la pelea es absuelto por los Jueces a petición del pueblo judío, quedando en su lugar Jesús, el Mesías, quien termina crucificado por culpa de los pecadores.
El combate se realiza en la plazoleta que está frente al templo parroquial de San Bartolomé Apóstol, los días Jueves y Viernes Santos.

#### Fiesta de la Santa Cruz
El 3 de mayo de cada año, los trabajadores de la construcción se organizan para celebrar en la obra en construcción la fiesta dedicada a la Santa Cruz, no sin antes haber asistido a una ceremonia religiosa para volver al sitio donde trabajan y degustar una gran comilona, acompañarla de algunas bebidas embriagantes y convivir durante el resto del día con su a veces desconocido patrón.
Un sitio tradicional de reunión, ha sido durante los últimos años el paradisíaco Arroyo del Sabino; un sitio lleno de ahuehuetes, cristalinas aguas y un entorno ecológico que invita al descanso familiar.

#### Día de Muertos
Fiesta ancestral del pueblo mexicano que se ha castellanizado y mediante la incorporación de elementos cristianos, el pueblo de Apaseo el Alto la celebra con mucho respeto, colorido, muchas ofrendas y visitas familiares al panteón donde yacen los restos de los seres queridos.
Los portales de San Andrés se visten de flores multicolores; el panteón se circunda de cientos de puestos de comida y durante el 1 y 2 de noviembre son visitadas las tumbas que el resto del año permanecen abandonadas.
Instituciones educativas, autoridades culturales y algunos particulares promueven la colocación y concursos de altares de muertos, buscando la preservación de la festividad.

#### Fundación de Apaseo el Alto
El 8 de noviembre de 1802 Apaseo el Alto fue fundado jurídicamente, motivo por el cual pueblo y autoridades han iniciado recientemente el acontecimiento, mediante desfile cívico-militar, eventos culturales y difusión del acontecimiento mediante conferencias en las escuelas.

#### Fiesta de Santa Cecilia
Durante la semana previa que culmina el día 22 de noviembre, los filarmónicos de la localidad organizan una semana de conciertos públicos en las plazas públicas de la cabecera municipal en la que invitan al público a bailar, concursar y divertirse sanamente. La fiesta culmina con una ceremonia religiosa el último día de la festividad.

#### Fiesta de San Andrés Apóstol
Es la fiesta más antigua del municipio de Apaseo el Alto. Se originó a finales del siglo XVIII, cuando el pueblo le fue encomendado al primero de los discípulos de Jesucristo. Se celebra con conciertos de música popular, bandas de viento, fuegos pirotécnicos Encuentro de mayordomos y romerías populares. El día culminante es el 30 de noviembre.

#### Aniversario de la emancipación municipal
El 18 de diciembre de 1948 nació el municipio de Apaseo el Alto por lo que pueblo y autoridades municipales celebran el acontecimiento político más relevante del municipio de Apaseo el Alto; se festeja con conferencias, desfile cívico-militar, eventos culturales y exposiciones artísticas.

#### Fiesta decembrinas
Del 15 al 31 de diciembre Apaseo el Alto celebra las tradicionales fiestas navideñas, con la representación de Pastorelas, villancicos, posadas, piñatas, reparto de aguinaldos. El día de Nochebuena (24 de diciembre), las familias acostumbran esperar la Navidad, con una suculenta cena, en la que cada una de las cabezas de familia pretende presumir sus artes culinarias mientras los chiquillos esperan ansiosamente el intercambio de regalos.
El 31 de diciembre las familias Apaseoaltenses se congregan en torno a los padres y abuelos para esperar el año nuevo; los sabios viejos amenizan con sus consejas la llegada del nuevo año, que se celebra con los mejores platillos preparados por la familia, el tradicional brindis cargado de buenos deseos y la misa de medianoche.

#### Platillos Regionales
El pueblo de Apaseo el Alto, no obstante los miles de injerencias extranjeras, conserva como parte de su ancestral tradición, la comida prehispánica: Mole, enchiladas, gorditas, tamales, atole, pozole, guacamole, camote horneado todo iba acompañado de las tradicionales tortillas de maíz y sin faltar por supuesto los chiles en sus muy diversas variedades.
Como parte de esa tradición culinaria, muchos alimentos aún se preparan en molcajetes, metates, ollas de barro, canastos de carrizo, cucharillas de palo, y vistosas cazuelas de barro.
Sin ser elaborado con un cultivo originario de América el pan es un alimento que no falta en ninguno de los hogares Apaseoaltenses, cuyos tahoneros han alcanzado una especialidad que pudiera ser envidia de los pioneros en ese arte alimenticio.

## Personajes ilustres[6]
BACILIO JUAN
(1731- )
Indígena Natural de Apaseo el Alto, Fiscal de la Doctrina de la Cuadrilla Grande (San Andrés), inició la insurrección entre los pobladores, solicitando la restitución de las tierras y aguas de su antiguo pueblo, lucha que culminó con la fundación de Apaseo el Alto.
JOSÉ ALBINO MENDOZA RUELAS
(1819-1894)
Nació en Apaseo el Alto; hijo de Don Eustaquio Mendoza y María de Jesús Ruelas. Conocido como José Mendoza, donó el terreno para el Panteón Viejo, Introdujo el Agua Azul de los Ates, mandó construir la fuente conocida como La Pila, empedró la plaza Principal y construyó el puente de la calle Real.
PBRO. SANTOS MARÍA CARVAJAL
(1856-1944)
Vicario de Apaseo el Alto que el 6 de enero de 1896 inició la construcción del Templo del Sagrado Corazón de Jesús.
LINO ALVAREZ
( -1934)
Próspero comerciante y Delegado Político de Apaseo el Alto, construyó en 1897 con Leonardo Mendoza El Arco; encabezó en 1902 el litigio por el agua de los manantiales de Apaseo contra la Hacienda de Mandujano. En la época de la Revolución, siendo Delegado, defendió al pueblo contra los saqueos de las bandas de asaltantes provenientes del cerro de la Rosa.
LEONARDO MENDOZA
( - )
Natural del pueblo de Apaseo el Alto. Construyó en 1897 junto con Lino Álvarez, El Arco y en 1902 encabezó el último litigio por el agua contra la Hacienda de San Cristóbal.
PBRO. JOSÉ DE JESÚS ANGULO Y NAVARRO
(1888-1966)
Más conocido como José del Valle. Sacerdote nacido en la Hacienda del Valle, en los altos de Jalisco, el 24 de junio de 1888.
En su breve estancia en Apaseo el Alto, convenció al Padre Joaquín Soto Armenta, sobre la ventaja y el mecanismo para reiniciar las obras del Templo del Sagrado Corazón de Jesús.
PBRO. JOAQUÍN SOTO ARMENTA
(1911-1998)
Nació en Pénjamo, Gto., el 27 de febrero de 1911 y llegó a Apaseo el Alto a la edad de 30 años. Terminó las obras del Templo del Sagrado Corazón de Jesús, construyó el monumento al Sagrado Corazón del Buen Camino, el Restaurante Rex, perforó el primer pozo de agua potable, construyó la Escuela Primaria Progreso y Juana de Arco e instaló la primera escuela Secundaria del Municipio (Progreso). Después de ganarse un lugar en la historia, se convirtió en un personaje controvertido al adjudicarse obras realizadas por otras gestiones como: la emancipación municipal, Carretera Panamericana, Pavimentación de la calle 5 de Mayo, la Primera tabiquera y lo que más dolió a la población fue su intento de cambiar el nombre de Apaseo el Alto por el de Sotitlán Armenta y luego Apaseo de Los Ángeles. Es considerado como un Benefactor del pueblo. Murió en Apaseo el Alto, el 13 de mayo de 1998.
VICENTE MENDOZA ESTEVES
(1905-1986)
Nació en la Hacienda de Mandujano, el 24 de diciembre de 1905. Promovió la introducción de la luz eléctrica, teléfono, Carretera Panamericana, ampliación del sistema de agua potable, caudillo de la emancipación municipal y de la restitución del nombre de Apaseo el Alto, Pavimentó la calle 5 de Mayo y la conectó con la Carretera Panamericana, gestor de la Carretera Apaseo el Alto-Jerécuaro y del Servicio de Autobuses de Primera. Fundador de la Línea Autobuses Apaseo el Alto, S.A de C.V., presidente municipal durante el período 1952-1954. Fue declarado benefactor de Apaseo el Alto. Murió en Apaseo el Alto el 14 de septiembre de 1986.
Joaquín López Toledo
(1909-1999)
Nació en Apaseo el Alto, el 13 de julio de 1909. Fue de los primeros maestros radicados en el pueblo. Hombre muy comprometido con el progreso del pueblo y la región. Participó activamente en todos los comités organizados en la población: Mejoras Materiales, Agua Potable, Teléfono, Carretera Panamericana, Fiebre Aftosa, caudillo de la emancipación municipal y defensa del nombre legítimo, precursor de la educación formal en Apaseo el Alto. Presidente municipal en el período 1950-1951.
JUAN C. TINAJERO CERVANTES
(1903-1969)
Nació en Apaseo el Alto en el año de 1903; hijo de Pedro Tinajero y Sebastiana Cervantes. Después de radicar algunos años en Estados Unidos y en la Ciudad de México, se reintegró a su pueblo para participar activamente en casi todas las grandes empresas encaminadas a su desarrollo. Fue presidente del comité pro-construcción del templo del Sagrado Corazón(1942) caudillo de la emancipación municipal y responsable de la restitución del nombre de Apaseo el Alto. Tesorero municipal y partícipe de casi todos los comités en beneficio de la población.
CARLOS ARTEAGA SAAVEDRA
(1906 - 1979)
Nació en Ixtla, Gto., el 12 de febrero de 1906. Hijo de Luis Arteaga y Josefa Saavedra Rivas. Delegado municipal, Juez Único municipal. Personaje muy activo en el progreso de la cabecera y municipio. Caudillo de la emancipación municipal; talentoso y filosófico, acuñó a perpetuidad la frase que sirvió como bandera para el Comité Pro-Emancipación: “ Los Pueblos, como los individuos cuando cumplen su mayoría de edad, tienen derecho a Emanciparse “.
PROFESOR DOMINGO GALVÁN MALAGÓN
(1909-2009)
Nació el 12 de mayo de 1909; hijo de don Emeterio Galván Pérez y Ma. Jesús Malagón Soto.
Maestro, Cronista y Artesano. Iniciador de la etapa contemporánea de la Talla de Madera; forjador de las primeras generaciones de Artesanos Apaseoaltenses.
Como artesano se distinguió por su estilo muy particular, lo que le ha valido ser galardonado por instituciones educativas y culturales del país. Don Domingo es y seguirá siendo un ejemplo para las futuras generaciones de apaseoaltenses, cualquiera que sea el quehacer que desempeñe. Falleció el día 12 de mayo de 2009.

## Relaciones Internacionales

### Hermanamientos
La ciudad de Apaseo el Alto tiene Hermanamientos con las siguientes ciudades:
- Santiago de Querétaro, México (2010)[8]
- Guanajuato, México (2010)[8]
- Acapulco, México (2020)[9]
- Greenfield, Estados Unidos[10]

## Personajes destacados
- Chino Pacas (2007-): cantante y compositor de música regional mexicana, artista nacido en México más joven en debutar en el Billboard Hot 100.